# La casa de los dibujos: La película
La casa de los dibujos: La película (en inglés, The Drawn Together Movie: The Movie!) es una película de comedia negra de parodia animada para adultos estadounidense de 2010 basada en la serie de televisión de comedia de situación de Comedy Central Drawn Together, escrita y producida por los creadores Dave Jeser y Matt Silverstein, producida por Brendan Burch y Richard Quan, y dirigida por Greg Franklin . La película es el primer estreno de La casa de los dibujos desde la cancelación del programa de televisión, y la película en sí trata el tema. Es la segunda película animada de Comedy Central.
El elenco original volvió a dar voz a sus personajes y presenta la voz invitada de Seth MacFarlane como "I.S.R.A.E.L" (Intelligent Smart Robot Animation Eraser Lady) y Vernon Wells como el villano Network Head. Si bien la serie de televisión fue producida y animada por Rough Draft Studios usando tinta y pintura digital, la película fue producida y animada por 6 Point Harness y realizada completamente en animación flash usando Toon Boom y Adobe Flash Professional debido a recortes presupuestarios.

## Argumento
Morocha Amorocha descubre que puede insultar sin ser censurada y se da cuenta de que el programa de televisión La casa de los dibujos ha sido cancelado a favor de "The Suck My Taint Show". Morocha llama a la red para averiguar por qué fueron cancelados. Network Head, al escuchar a Morocha, se entera de que los compañeros de casa todavía están vivos y convoca a I.S.R.A.E.L (Intelligent Smart Robot Animation Eraser Lady), un robot diseñado específicamente para borrar personajes de dibujos animados.
Una vez que escapan de I.S.R.A.E.L., Morocha Amorocha insiste en que la forma de sobrevivir es que su programa de televisión vuelva al aire. Clara, negándose a creer que no es una princesa real, afirma que su padre puede protegerlos. Capitanazo, Xander y Ling-Ling deciden ir con la Princesa Clara, mientras que Puerquísimo y Mueble O'Algo deciden ir con Morocha para intentar que su programa vuelva al aire. Mientras los demás discuten, Lulú d'Cartón roba la camioneta de Morocha y se marcha sola.
Clara, Capitanazo, Molly (un cadáver que Capitanazo cree que es su novia), Xander y Ling-Ling llegan al reino de Clara esperando encontrar refugio. Esta última, se encuentra con el rey de la tierra, que no es su padre. Los guardias terminan desmembrando y finalmente matando a Clara, pero los otros tres logran escapar.
Mientras tanto, Morocha, Puerquisimo y Mueble visitan a Sara, quien se revela fanática del programa. Ella le dice al grupo que fueron cancelados porque el contenido vulgar y ofensivo solo es aceptable cuando su programa "tiene un punto", y que si quieren que La casa de los dibujos vuelva al aire, necesitarán obtener un punto, que pueden hacer visitando Make-A-Point Land. (El programa "Suck My Taint" es una clara parodia del programa South Park de Comedy Central, para satirizar el hecho de que, a diferencia de La casa de los dibujos, Comedy Central nunca lo cancela a pesar de ser también obsceno y repugnante, simplemente porque expresa su obscenidad en alguna metáfora sermoneadora como "percepción cómica" y, por lo tanto, es ampliamente elogiada como brillantez ingeniosa).
El mago de Make-A-Point Land acepta dar un punto al grupo y les presenta una caja que contiene el punto mencionado anteriormente. Mueble abre la caja y descubre que contiene una bomba de borrado que lo borra de la existencia. Es entonces cuando aparecen el Network Head, el Jew Producer e I.S.R.A.E.L para borrar al resto del elenco. The Suck My Taint Girl revela que ella es la esposa de Network Head.
El productor judío logra convencer a I.S.R.A.E.L de que perdone a los compañeros de casa, y luego empala a Network Head en una pica. Network Head abre su abrigo para revelar que tenía suficientes borradores explosivos atados a su cintura para destruir todo Make-A-Point Land. El productor judío y Suck My Taint Girl luchan por la posesión del detonador, y en el proceso lo dejan caer, borrando todo Make-A-Point Land. Los compañeros de casa logran salir justo a tiempo con la ayuda de El gigante que se caga en la boca (que es una parodia de una metáfora de South Park sobre el bipartidismo político).
Los compañeros de casa visitan los restos de la casa borrada. El hijo del productor judío aparece para informarles que podría ayudarlos dándoles una película directa a DVD. I.S.R.A.E.L llega al lugar y ella y el gigante quedan enamorados el uno del otro. Todos se ríen alegremente hasta que Puerquísimo accidentalmente pisa una bomba borradora atrapada en el suelo, lo que los borra a todos de la existencia para siempre, completando así el plan de Network Head.

## Reparto
- Jess Harnell como:
  - Capitanazo, una parodia chovinista, pervertida, necrófila, latentemente bisexual y lasciva de Superman y otros superhéroes, con un estilo visual tomado de las caricaturas de Bruce Timm y Max Fleischer.
  - Wile E. Coyote
  - Guardia Rinoceronte 1 (Ryan)
  - El rey
  - Cantinero de lecho de roca
- Cree Summer como:
  - Morocha Amorocha, una parodia del gueto de lengua afilada de Valerie Brown de Josie and the Pussycats de Hanna-Barbera
  - Sara, la estrella de The Suck My Taint Show y una parodia de los personajes de South Park.
  - La esposa del director de la red
  - Señora mayor
- James Arnold Taylor como:
  - Mueble O'Algo, un extraño personaje de espectáculo infantil en el molde de Bob Esponja, que muestra muchos de los comportamientos típicos que desafían la realidad de los personajes de Looney Tunes .
  - El Productor Judío, el responsable del programa La casa de los, se encariñó con los personajes y los defendió de ISRAEL
  - Correcaminos
  - escombros de barney
  - Eddie, el vecino cristiano del productor judío
  - Pitufo inteligente y fornido
  - El asistente Make-A-Point
  - Miembros de la audiencia de "Suck My Taint Show"
- Adam Carolla como Puerquísimo Chancho, un cerdo detestable obsesionado con el sexo, con humor escatológico y una parodia de los personajes de dibujos animados de Internet Flash .
- Tara Strong como:
  - La princesa Clara, una princesa mimada, fundamentalista e intolerante que es una parodia de las princesas de Disney como Ariel de La Sirenita (1989) y Bella de La Bella y la Bestia (1991)
  - Lulú d'Cartón, una símbolo sexual con sobrepeso, alcohólica y emocionalmente inestable de la década de 1920, que recuerda a Betty Boop
  - Sasha, la hija del Director de la Red
  - Esposa del productor judío
  - La princesa pelirroja
  - Betty Mármol
  - Rubio lecho de roca
- Abbey DiGregorio como Ling-Ling, un personaje de anime homicida basado en Pikachu de la franquicia Pokémon, que lucha usando varios poderes/habilidades sobrenaturales (que recuerdan al anime) y habla en un galimatías pseudo-japonés (o "japonés", como lo llama DiGregorio) con subtítulos en inglés.
- Jack Plotnick como Xander P. Lindasnalgas, una parodia homosexual y afeminada de héroes de videojuegos como Link de la serie The Legend of Zelda .
- Seth MacFarlane como I.S.R.A.E.L (Intelligent Smart Robot Animation Eraser Lady), un robot desplegado por Network Head para borrar permanentemente a toda la pandilla Drawn Together .
- Vernon Wells como The Network Head, el malvado jefe de la cadena de televisión que canceló La casa de los dibujos e intenta borrarlos por varios medios.
- Dave Jeser (sin acreditar) como El gigante que se caga en su propia boca / Rhino Guard 2
- Matt Silverstein (sin acreditar) como el hijo del productor judío
- Kaitlyn Robrock (sin acreditar) como Pitufina

## Producción

### Animación
Mientras que la serie fue animada por Rough Draft Studios en Corea del Sur y Glendale, California usando tinta y pintura digital, la película fue animada por 6 Point Harness en Los Ángeles, California usando animación Flash y Toon Boom. Esto se debió a que la película tenía que hacerse por menos de la mitad del costo de la serie. Si bien la película tenía un nuevo equipo de animadores y artistas, el director de la película, Greg Franklin, había trabajado en el piloto original de La casa de los dibujos, que originalmente se hizo en flash.
Cuando la serie fue animada por Rough Draft, los creadores, Dave Jeser y Matt Silverstein, no estaban muy involucrados en el proceso de animación. Sin embargo, en la película, los creadores estuvieron más involucrados, incluso en cuanto a modificar chistes. La animación de la película también resultó ser más rápida que el programa.

## Lanzamiento y recepción crítica
Aunque originalmente se anunció para su estreno en noviembre de 2009, la fecha de estreno de la película se retrasó hasta el 23 de marzo de 2010 y luego se estrenó el 20 de abril de 2010. La película se estrenó en el festival SXSW 2010 en Austin, Texas, el 18 de marzo de 2010. La película fue lanzada el 20 de abril de 2010 en DVD y Blu-ray exclusivamente en Best Buy. La película fue lanzada en DVD en Australia ese mismo año, el 6 de octubre de 2010.
La película recibió críticas negativas de los críticos. Common Sense Media, un sitio que revisa el contenido de películas para padres, criticó la película y le dio una estrella, criticando su vulgaridad, afirmando que la película está "llena hasta el borde de actos sexuales lascivos, lenguaje y violencia. La parodia de dibujos animados está destinada a traspasar los límites del gusto, pero en medio de la violencia contra las mujeres, la violación de cadáveres, los niños que piden ser abusados sexualmente, las cabezas voladas a quemarropa, el consumo de sangre de bebé... ¿quién, y especialmente qué niño, va a pensar en esto como una parodia?".
IGN también le dio a la película una reseña crítica, escribiendo que "se desperdició una gran oportunidad cómica en bromas unidimensionales baratas y bromas sexuales aburridas".
En contraste, DVD Verdict fue más favorable y comentó que la película era "ante todo, un regalo de despedida para los fanáticos de la serie y no deberían tener problemas para disfrutar de la miríada de referencias y chistes internos dispersos, así como todo el humor crudo".